# Markus Rogan
Markus Antonius Rogan (* 4. Mai 1982 in Wien) ist ein ehemaliger österreichischer Schwimmsportler.

## Werdegang

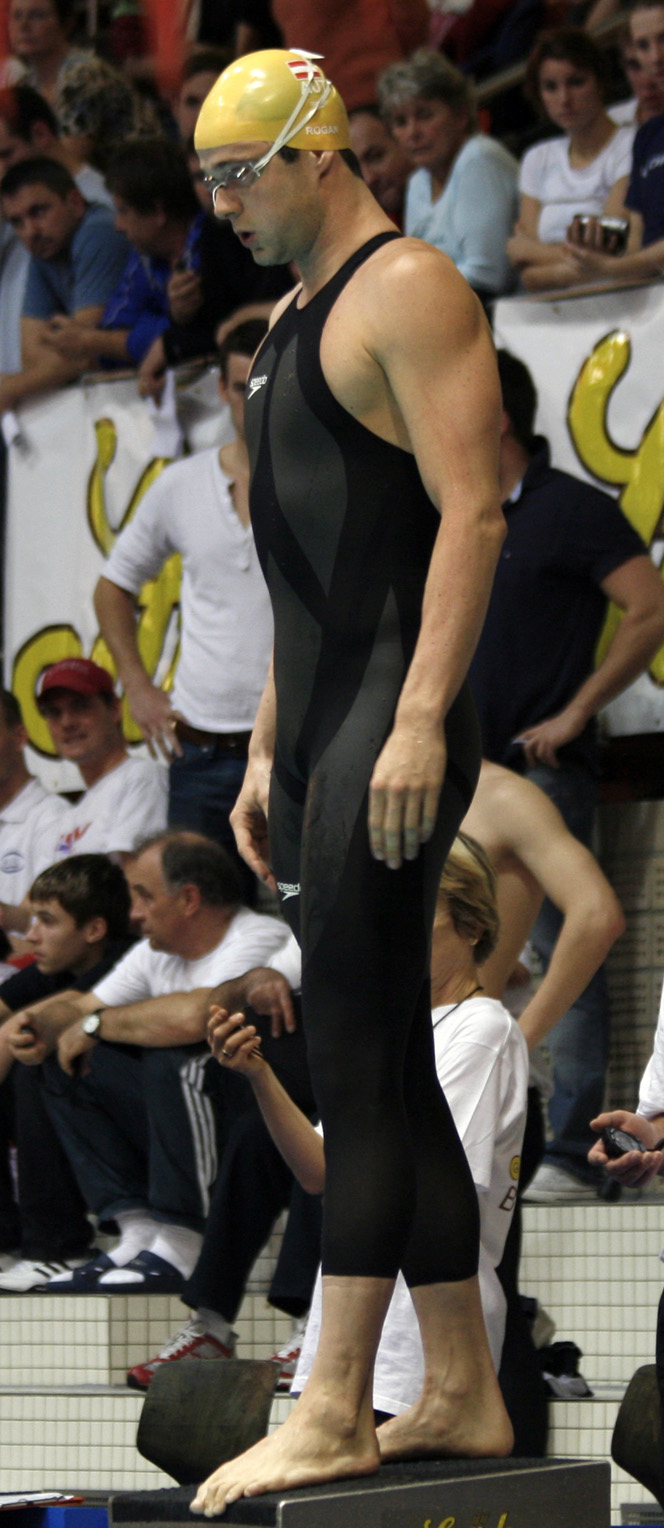
Markus Rogan (Wien 2008)

1996 zog Markus Rogan in die USA und studierte dann International Relations and Economics an der Stanford-Universität. Nach Abschluss seines Studiums an der Stanford University trainierte Rogan bei Robert Michlmayr, dem österreichischen Trainer des Jahres 2005. Von 2004 bis 2009 lebte er wieder in Wien. Bei den Schwimmweltmeisterschaften 2001 gelang es ihm, mit dem zweiten Platz über 200 Meter Rücken seine erste WM-Medaille zu erringen. Am 8. Dezember 2005 stellte Rogan mit 1:50,43 Minuten einen neuen Weltrekord über 200 Meter Rücken auf der Kurzbahn auf.
In Athen 2004 nahm Rogan, nach Sydney 2000, zum zweiten Mal an Olympischen Spielen teil und holte für Österreich die erste Medaille im Schwimmen nach der 4-mal-100-Meter-Kraulstaffel der Damen 1912. In einem Finale, in dem er nach der ersten Länge noch auf dem letzten Platz lag, konnte er sich noch zur Silbermedaille vorkämpfen.
Über 200 Meter Rücken wurde Rogan ebenfalls Zweiter; es war die 100. Medaille für Österreich bei Olympischen Sommerspielen. Nach dem Rennen wurde der Sieger Aaron Peirsol wegen eines vermeintlichen Beinfehlers nach der dritten Wende disqualifiziert und Rogan zum Sieger erklärt. Doch einem Protest der Amerikaner wurde stattgegeben, somit wurde Peirsol noch Sieger; ein Gegenprotest von Österreich und Großbritannien wurde abgewiesen. Rogan erklärte später, dass Peirsol der bessere Schwimmer sei, dem allein die Goldmedaille gebührte. Im September 2004 erhielt er für sein vorbildliches Verhalten den Special Fair Play Award des European Fair Play Movements (EFPM), im Oktober 2004 wurde er zum Sportler des Jahres in Österreich gewählt. Nach diesen Erfolgen wurde er Werbeträger von Raiffeisen, Spar und Cosmos und wurde neben Barbara Schöneberger und Erol Sander als Moderator des Life Balls engagiert.
Ab Jänner 2007 trainierte er beim italienischen Coach Claudio Rossetto in Rom und startete weiterhin für den SV Schwechat. Bei der Universiade in Bangkok errang er über 200 m Rücken Gold und über 100 m Rücken Silber.
Neben mehreren Silber- und Bronzemedaillen bei Welt- und Europameisterschaften wurde Rogan auch achtmal Europameister. Am 13. April 2008 wurde er bei den Kurzbahnweltmeisterschaften in Manchester in der neuen Weltrekordzeit von 1:47,84 Minuten Weltmeister über 200 Meter Rücken und verwies den Titelverteidiger Ryan Lochte um 0,07 Sekunden auf den zweiten Platz. Außerdem verbesserte er den bisherigen Weltrekord von Lochte um 1,21 Sekunden und seine persönliche Bestzeit, die gleichzeitig Europarekord darstellte, um 2,02 Sekunden.
Bei den Olympischen Spielen 2008 in Peking erreichte Rogan in der 4 × 200-m-Freistilstaffel (mit Brandl, Koll und Janistyn) in neuer österreichischer Rekordzeit (7:11,45 min) den neunten Platz. Den Einzug in das 100-m-Rücken-Finale verpasste er um 4/100 Sekunden und wurde ebenfalls Gesamt-Neunter. Am 15. August lag Rogan in den 200 Meter Rücken nach drei Längen an dritter Stelle, wurde aber auf den letzten 50 Metern noch von Arkadi Arkadjewitsch Wjattschanin überholt und schlug als Vierter in 1:55,49 Minuten an, womit er seinen eigenen österreichischen Rekord um 25/100 Sekunden verbesserte.
2009 verbesserte er drei Mal den österreichischen Rekord bei der Universiade, erreichte aber als seine beste Platzierung nur Rang vier, da ihm im Finale der Schwimmanzug gerissen war und er so die Zeit aus dem Halbfinale nicht mehr erreichen konnte. Bei den Schwimmweltmeisterschaften im August 2009 in Rom trat er über 100 m und 200 m Rücken an, erreichte aber nicht das Finale. Nach der WM und seiner „Prügelaffäre“ in einer Diskothek zog er nach New York und trainierte fortan bei Dave Salo in Los Angeles, um sich auf den Kurzbahn-Weltcup vorzubereiten. Er beendete daher auch sein Trainee-Programm bei seinem damaligen Hauptsponsor Raiffeisen vorzeitig.
Bei der ersten Station des Weltcups in Durban verbesserte er gleich fünf österreichische Rekorde. Beim Weltcup-Meeting in Stockholm gewann er über 200 Meter Rücken und verbesserte dabei seinen eigenen Europarekord. Bereits eine Woche später in Berlin verbesserte der Russe Arkadi Wjattschanin diesen Rekord. Beim Weltcup-Meeting in Singapur erzielte er einen neuen österreichischen Rekord, dieses Mal über 100 Meter Rücken. Bei den Kurzbahneuropameisterschaften 2009 gewann er am 10. Dezember 2009 über 200 Meter Lagen mit der neuen europäischen Rekordzeit von 1:51,72 Minuten Gold.
2010 gewann Rogan bei den Europameisterschaften zwei Silbermedaillen. Am 28. August 2010 wurde er als Sportler des Jahres der Gemeinde Wien geehrt. Bei den Kurzbahnweltmeisterschaften in Dubai gewann er eine Silbermedaille über 200 Meter Lagen und eine Bronzemedaille über 200 Meter Rücken.
Im Dezember 2011 schlug er bei den Kurzbahneuropameisterschaften in Stettin über 200 Meter Lagen in 1:53,63 Minuten als Zweiter an und holte sich erneut eine Silbermedaille.
2012 nahm er bei den XXX. Olympischen Sommerspielen in London zum vierten Mal an Olympischen Spielen teil. Zur Eröffnungsfeier war er Fahnenträger der österreichischen Olympiamannschaft beim Einzug der Sportler ins Stadion. In der 4 × 200-m-Freistilstaffel schwamm er mit 1:48,13 Minuten zwar persönliche Bestzeit in seinem Split, die Staffel belegte aber insgesamt den 16. Platz. Im 200-m-Lagen-Wettbewerb wurde er in seinem Halbfinal-Durchgang Vierter, war damit vorerst Gesamt-Neunter und hätte nach dem Rückzug von Chad le Clos als Achter das Finale erreicht. Wegen eines nicht erlaubten Delphin-Beinschlages während einer Wende wurde er disqualifiziert. Der Protest der österreichischen Delegation gegen diese Entscheidung wurde abgelehnt.
Mit insgesamt 34 gewonnenen Medaillen bei Großveranstaltungen ist er der erfolgreichste österreichische Schwimmer.
Nach dem Ende seiner aktiven Sportlerlaufbahn begann Rogan in seiner Wahlheimat Los Angeles als Psychotherapeut zu arbeiten. Auch seine Mutter, eine Psychiaterin, und sein Stiefvater, ein Psychologe, sind in diesem Bereich tätig. Während er als Psychotherapeut in seiner eigenen Praxis nur nebenbei tätig ist, ist er im Brotberuf einer der Direktoren des Paradigm Malibu, einer Einrichtung für Teenager mit Depressionen, Angststörungen und Drogenproblemen in Malibu. Bei den Olympischen Sommerspielen 2016 in Rio de Janeiro, bei denen er auch durch seine Aussagen bei einem ORF-Interview besonders auffiel, betreute er als Sportpsychologe das brasilianische Schwimmteam. Willibald Ruttensteiner, Sportdirektor der israelischen Fußballnationalmannschaft, holte ihn im März 2019 als Mentaltrainer in den Stab rund um Nationaltrainer Andreas Herzog.
Im Oktober 2020 entzog sich Rogan nach einem positiven Test auf SARS-CoV-2 im Rahmen des Nations-League-Spiels von Israel gegen Tschechien am 11. Oktober in Haifa einer von den Gesundheitsbehörden angeordneten zweiwöchigen Quarantäne und flog von Tel Aviv via Deutschland zu seiner Familie nach Los Angeles – jeweils mit Linienmaschinen. Am Flughafen soll er einen negativen, drei Tage älteren negativen Corona-Test vorgelegt haben. „Ich wollte nicht zwei Wochen in Israel bleiben, das ist nicht mein Land“, zitiert ihn das israelische Nachrichtenportal Ynet. Er habe nicht verstanden, dass er im Land bleiben sollte, er habe in den USA sein wollen. Auf den Flügen habe er eine Maske getragen.
Am 21. Februar 2024 stellte Markus Rogan einen Weltrekord im Apnoe-Tauchen in der Kategorie weiteste ohne Flossen unter Eis getauchte Strecke ohne Neoprenanzug (Herren) auf und verbesserte die bis dahin gültige Bestmarke von 106,25 Meter auf 111,2 Meter.

## Romanfigur
Im Weltraumroman Alles klappt nie (2005) des österreichischen Autors Martin Amanshauser, der im Jahr 2020 angesiedelt ist, spielt eine Figur namens Rogan eine der Hauptrollen, ein im Buch 38-jähriger ehemaliger Schwimm-Olympiasieger, der als zweiter österreichischer Astronaut nach Franz Viehböck ins Weltall fliegt.

## Rekorde
| Weltrekorde (2)                                    | Weltrekorde (2) | Weltrekorde (2)   | Weltrekorde (2)     |
| -------------------------------------------------- | --------------- | ----------------- | ------------------- |
| 200 m Rücken (Kurzbahn)                            | 01:50,43 min    | 8. Dezember 2005  | Triest              |
| 200 m Rücken (Kurzbahn)                            | 01:47,84 min    | 13. April 2008    | Manchester          |
| Europarekorde (1)                                  |                 |                   |                     |
| 200 m Lagen (Kurzbahn)                             | 01:51,72 min    | 10. Dezember 2009 | Istanbul            |
| Österreichische Rekorde (9)                        |                 |                   |                     |
| 50 m Rücken                                        | 00:25,57 min    | 7. Juli 2009      | Universiade Belgrad |
| 100 m Rücken                                       | 00:53,53 min    | 5. Juli 2009      | Universiade Belgrad |
| 200 m Rücken                                       | 01:55,49 min    | 15. August 2008   | Peking              |
| 200 m Lagen                                        | 01:57,74 min    | 27. Juli 2011     | Shanghai            |
| 4 × 200 m Freistil (mit Brandl, Koll und Janistyn) | 07:11,45 min    | 12. August 2008   | Peking              |
| 50 m Rücken (Kurzbahn)                             | 00:24,44 min    | 16. Oktober 2009  | Durban              |
| 100 m Rücken (Kurzbahn)                            | 00:50,20 min    | 21. November 2009 | Singapur            |
| 200 m Rücken (Kurzbahn)                            | 01:47,64 min    | 11. November 2009 | Stockholm           |
| 100 m Lagen (Kurzbahn)                             | 00:52,77 min    | 11. November 2009 | Stockholm           |
| 200 m Lagen (Kurzbahn)                             | 01:51,72 min    | 10. Dezember 2009 | Istanbul            |
| (Stand: 27. Juli 2011)                             |                 |                   |                     |

Fettgedruckt sind bestehende Rekorde.
Apnoe-Eistauchen; Weltrekord, weiteste ohne Flossen unter Eis getauchte Strecke ohne Neoprenanzug (Herren), 111,2 Meter

## Privat
Markus Rogan wuchs laut eigener Aussage, ohne Religion auf, konvertierte jedoch vor seiner Hochzeit mit Leanne Cobb zum Judentum. Rogan lebt heute in den USA und ist Familienvater.